# Saint-Étienne-de-Chomeil
Saint-Étienne-de-Chomeil è un comune francese di 215 abitanti situato nel dipartimento del Cantal nella regione dell'Alvernia-Rodano-Alpi.

## Società

### Evoluzione demografica
Abitanti censiti